# San jie gun

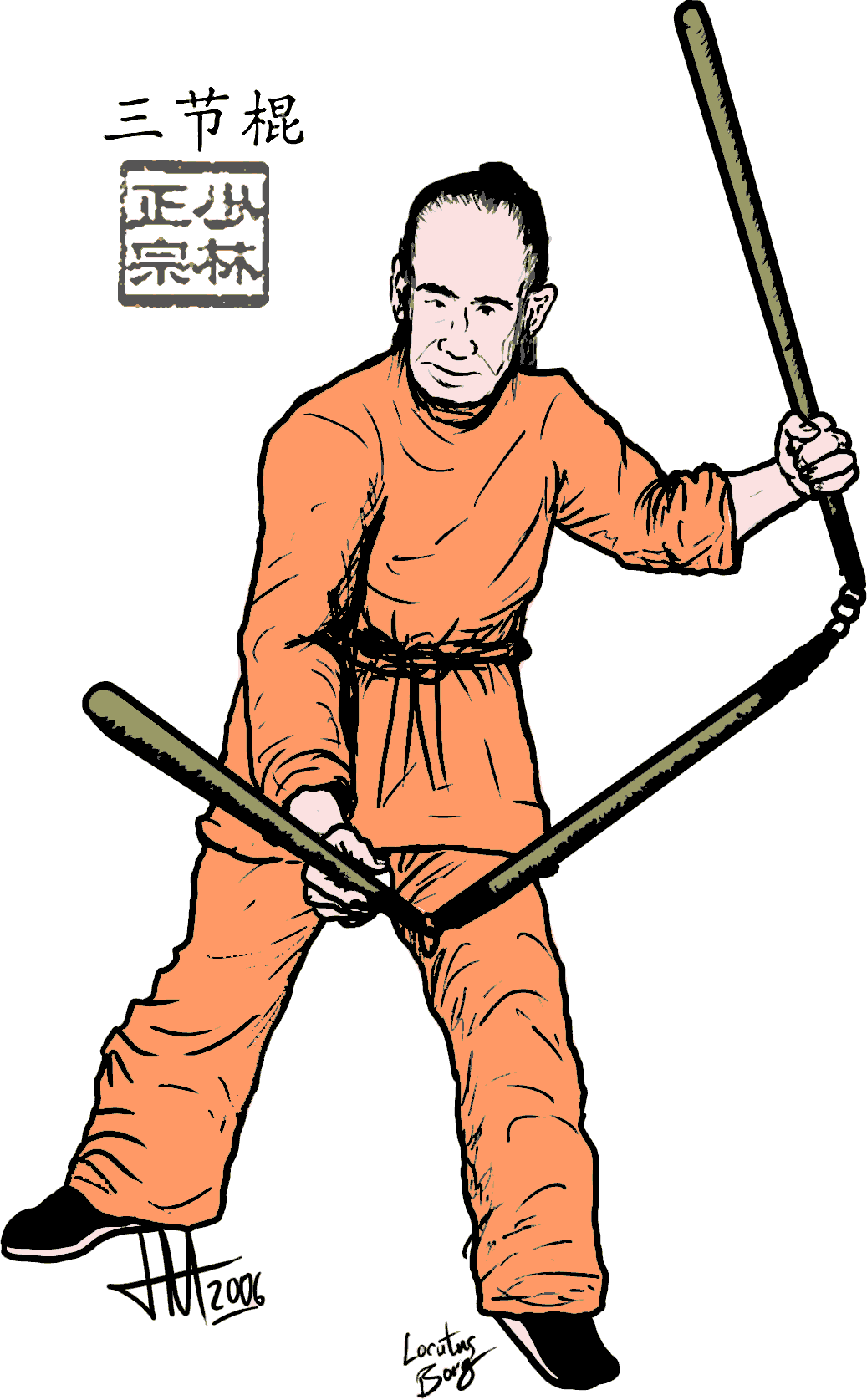
Disegno di persona che impugna il Sanjiegun

Il San Jie Gun (三節棍, sān jié gùn in Pinyin o San Chieh Kun in Wade-Giles) è un'antica arma cinese, tuttora utilizzata nelle arti marziali cinesi.  Formato da tre bastoni di uguale lunghezza, dai 40 agli 80 centimetri, uniti tra loro da una catena. È anche chiamato Sanjiebian (三节鞭, frusta a tre sezioni). Viene classificato come Arma Flessibile (软器械, Ruan Qixie) L'uso dell'arma consiste principalmente nel far roteare i due bastoni esterni mantenendo la presa nel bastone centrale, ma i grandi maestri compivano rapide rotazioni attorno al proprio corpo cambiando velocemente presa durante il movimento.

## Origini
Qualcuno pensa che derivi da un'imitazione di un morso per cavalli, ma più probabilmente si tratta di una evoluzione della Battitrice (Shaozi). Una leggenda ne attribuisce la creazione a Song Taizu Zhao Kuangyin che dopo aver rotto il proprio Shaozi lo rimise insieme aggiungendo una catena.

## A Okinawa
In lingua giapponese si chiama Sanchakun (letteralmente "bastone a tre pezzi") o Sansetsukon ed è un'arma che viene oggi utilizzata anche ad Okinawa, in particolare nell'arsenale del Kobudo.